# Saint-Georges-des-Agoûts
Saint-Georges-des-Agoûts là một xã ở tỉnh Charente-Maritime thuộc vùng Nouvelle-Aquitaine tây nam nước Pháp.

## Dân số
| Năm  | Dân số | Density | Percent of the canton |
| ---- | ------ | ------- | --------------------- |
| 1962 | 255    | -       | -                     |
| 1968 | 302    | -       | -                     |
| 1975 | 253    | -       | -                     |
| 1982 | 260    | -       | -                     |
| 1990 | 243    | -       | -                     |
| 1999 | 245    | 38/km²  | 3.39%                 |

- Xã của tỉnh Charente-Maritime